# AEG-Triebwagen Typ Flensburg
Die Triebwagen AEG Typ Flensburg waren eine in Deutschland entwickelte Triebwagengattung der AEG, die von Linke-Hofmann-Busch und Nationale Automobil-Gesellschaft für die Flensburger Kreisbahn und die Rendsburger Kreisbahn geliefert wurde. Sie waren ab 1925 dort in Betrieb. Nach der Betriebseinstellung bei diesen Gesellschaften waren sie noch auf verschiedenen anderen Strecken im Einsatz. Bis Ende der 1960er Jahre wurden die Fahrzeuge ausgemustert. Eines ist erhalten geblieben und steht als T43 beim DEV.

## Geschichte

### Flensburger Kreisbahn
Die Fahrzeuge wurden im Oktober 1925 beschafft, weil in den 1920er Jahren die betagten Fahrzeuge der Kreisbahn mit den GmP-Zügen den Ansprüchen der Kunden nicht mehr genügten, um dem Autoverkehr Konkurrenz zu bieten. Nach ihrer Lieferung konnte der Personen- vom Güterverkehr getrennt werden, gleichzeitig wurde die Streckenhöchstgeschwindigkeit von 30 auf 40 km/h angehoben.
Diese Erhöhung konnte nur durch Überlastung der Motoren erreicht werden. Trotzdem hatten sie auf dem Streckenprofil mit mehreren längeren Steigungen, vielen Kurven und einem Haltestellenabstand von etwa 1,8 km keine größeren Mängel. Auch die Zylinder mussten nicht ausgeschliffen werden. 1927 und 1929 wurden von der Gesellschaft zwei weitere Triebwagen als Flensburger Kreisbahn T3 und T4 von DWK beschafft. Dadurch konnten die Tagesleistungen der Triebwagen von 300 auf 850 Kilometer gesteigert werden.
1949 wurden die Triebwagen mit Dieselmotoren ausgerüstet. Durch den Umbau veränderten sie ihr charakteristisches Aussehen, da auf der Motorseite der Lüfterschacht für die Luftzufuhr für den Vergaser entfernt werden konnte. Dadurch hatten die Lokführer mehr Sicht auf der Motorseite. Mit der Einstellung des Zugbetriebes auf der Flensburger Kreisbahn fanden beide Triebwagen neue Besitzer.

### Rendsburger Kreisbahn
1925 erhielt die Rendsburger Kreisbahn zwei Triebwagen als T. 1 und T. 2. Der Triebwagen T. 1 bekam 1939 einen Dieselmotor 6V18V der Deutschen Werke mit 80 PS und 1942 ein neues Getriebe für eine höhere Drehzahl, so dass die Leistung auf 105 PS gesteigert werden konnte. Aus konstruktiven Gründen musste dabei das Antriebsdrehgestell mit dem Laufgestell getauscht werden, so dass das Antriebsgestell nicht mehr unter dem Motor lag. Der Triebwagen T. 2 wurde 1949 ebenfalls mit dem gleichen Dieselmotor ausgerüstet, jedoch unterblieb der Umbau des Getriebes. Durch Wegfall des Lüfters bekamen beide Triebwagen auf der Motorseite 1942 und 1943 eine neue Stirnfront mit drei größeren Fenstern.

### Ruhr-Lippe-Eisenbahn
Der Flensburger T1 wurde 1953 zur Ruhr-Lippe-Eisenbahn überführt und als T4 bezeichnet. Zwar erhielt er noch einen wesentlich stärkeren Dieselmotor von KHD und einen völlig neuen Wagenkasten, doch am 4. März 1962 gab die Gesellschaft ihren Betrieb auf der Meterspur auf. Der Wagenkasten wurde danach an ein Tierheim in Welver abgegeben.

### Hoya-Syke-Asendorfer Eisenbahn
Der Flensburger T2 wechselte 1953 zur Hoya-Syke-Asendorfer Eisenbahn. Nach einer Überholung der Antriebsanlage ging er im November 1953 unter der neuen Bezeichnung T 67 auf der damals noch schmalspurigen Strecke in Betrieb. Durch den Kauf neuerer Triebwagen wurde der ehemalige T2 auf Grund seiner veralteten Antriebsanlage immer seltener eingesetzt. Mit der Umspurung der Strecke wurde der Triebwagen abgestellt. 1965 wurde der Triebwagen ausgemustert und wenig später verschrottet.

### Sylter Verkehrsgesellschaft
Der Rendsburger T. 1 wurde 1957 von der Sylter Verkehrsgesellschaft erworben und als T 23 eingesetzt. Hier erhielt er eine neue Bremsanlage für den Straßenbahnbetrieb und eine außen gelegene Auspuffanlage. In den 1960er Jahren gab es noch einmal einen neuen Motor Büssing S13, der auf 120 PS gedrosselt war. 1971 wurde er ausgemustert und an die IHS abgegeben. Von dort kam er 1981 zum Deutschen Eisenbahn-Verein, wo er nicht betriebsfähig abgestellt ist.

### Kreisbahn Emden–Pewsum–Greetsiel
Der T. 2 der Rendsburger Kreisbahn kam 1957 zur Kreisbahn Emden–Pewsum–Greetsiel, wo er ohne Motor als Beiwagen VB 563 eingesetzt wurde. 1963 wurde er verschrottet.

## Konstruktive Merkmale
Wie die AEG-Benzoltriebwagen waren die Fahrzeuge nach der sogenannten schweren Bauart gestaltet und wurden in Nietbauweise hergestellt. Das Gerippe des Wagenkastens bestand noch aus Eichenholz und war mit Blech verkleidet. Kennzeichnendes Merkmal der Fahrzeuge waren die fünf seitlichen Fenster mit Doppeloberlicht, die zurückgesetzten Einstiegstüren, die einen großen Gepäckraum ermöglichten, anfangs die Luftschächte auf der Motorseite für die Vergaserluft, die Kuhfänger an den Stirnseiten und die Auspuffanlage auf dem Dach. Im Unterschied zu den normalspurigen AEG-Benzoltriebwagen waren die Wagen des Typ Flensburg als vierachsige Fahrzeuge mit zwei Drehgestellen ausgeführt.
Die Maschinenanlage bestand ursprünglich aus einem Vierzylinder-Viertakt-Benzolmotor, der zwar unterflur gelagert war aber dennoch in den Fahrgastraum hineinragte und einem pneumatisch geschalteten Vierganggetriebe der NAG. Über eine Gelenkwelle wurde die innere Achse eines Drehgestelles angetrieben. Die Achsfolge 2’B’ ergab sich, weil diese Achse über eine Kuppelstange außen die äußere Achse desselben Drehgestelles antrieb. 1939 und nach 1949 wurden die nicht mehr zeitgemäßen Benzolmotoren durch stärkere Dieselmotoren ersetzt. Dadurch änderte sich die äußere Gestaltung etwas; der Luftschacht wurde entfernt, die Auspuffanlage konnte wesentlich einfacher ausgeführt werden, die Dachpartie der Triebwagen war nur noch durch den Kühler geprägt.
Ausgerüstet waren die Triebwagen mit der Druckluftbremse. Da die Dampflokomotiven der Gesellschaft noch mit einer Saugluftbremse ausgerüstet waren, ergab sich der betrieblich interessante Fakt, dass die Beiwagen mit einer Bremsbauart ausgerüstet waren, die mit beiden Bremsbauarten kompatibel waren, einer sogenannten Suchanek-Bremse. Ursprünglich waren die Triebwagen dunkelgrün lackiert und hatten schwarze Zierleisten. Ab 1929 wurden die Fahrzeuge einheitlich in kirschrot/gelb lackiert.
Der Triebwagen hatte an beiden Seiten einen großen Einstiegsraum mit Führerstand auf der jeweils rechten Fahrzeugseite, diese waren durch Schiebetüren vom Personenabteil abgetrennt. Dieses war durch eine weitere Schiebetür in ein größeres Nichtraucherabteil mit drei Abteilen und ein kleineres Raucherabteil mit zwei Abteilen getrennt.